# Dormelles
Dormelles ist eine französische Gemeinde mit 803 Einwohnern (Stand 1. Januar 2022) im Département Seine-et-Marne in der Region Île-de-France. Sie gehört zum Arrondissement Fontainebleau und zum Kanton Nemours.

## Geographie

### Nachbargemeinden
Umgeben ist Dormelles von den Gemeinden Ville-Saint-Jacques im Norden, Noisy-Rudignon im Nordosten, Montmachoux im Osten, Flagy und Thoury-Férottes im Südosten, Saint-Ange-le-Viel im Süden, Villemaréchal im Südwesten sowie Montarlot und Villecerd im Nordwesten.

### Gemeindegliederung
Ortsteile von Dormelles sind Challeau, Champmerle, La Vallée, Le Bois de Dormelles, Le Bois Huard, Le Bois Piget, Le Pimard und Ouzille. 

## Geschichte
Während eines der Merowingischen Bruderkriege fand hier im Jahr 600 eine Schlacht zwischen den neustrischen Truppen Chlothars II. und der burgundisch-austrasischen Koalition statt. Chlothar unterlag und musste sich zurückziehen.

## Bevölkerungsentwicklung
| Jahr      | 1962 | 1968 | 1975 | 1982 | 1990 | 1999 | 2007 |
| Einwohner | 414  | 347  | 408  | 542  | 663  | 791  | 852  |

## Sehenswürdigkeiten

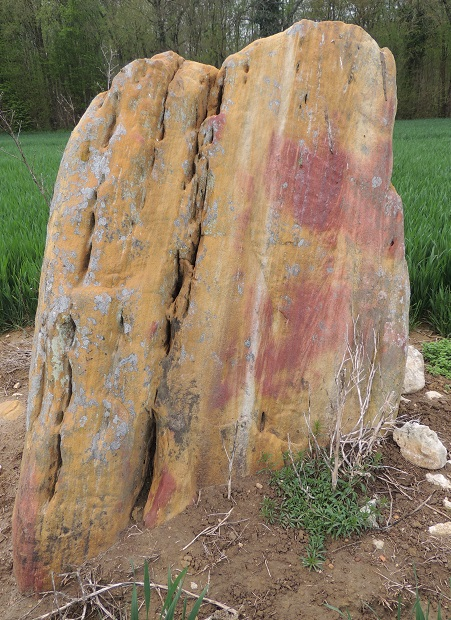
Pierre Plantée

- Fort de Challeau (13. Jahrhundert)
- Kirche mit ihrem befestigten Turm
- Pierre Plantée
- Waschhaus, erbaut 1873